# ذاكرة معتقلة (فلم)
ذاكرة معتقلة فيلم مغربي للمخرج جيلالي فرحاتي سنة 2004، الذي إضافة لإخراجه كتبه و لعب بطولته رفقة الممثل الشاب محمد مروازي، الفيلم يعالج مشاكل حقوق الإنسان في فترة السبعينيات أو ما يطلق عليه بسنوات الرصاص في المغرب، بقصة الشاب الزبير الذي يريد الدخول للسجن لمقابلة أبيه الكهل المعتقل السياسي حيث دخل ظاهريا بتهمة سارق السيارات, و في لقاءه مع أبيه المختار يكتشف مرضه بفقدان الذاكرة النسبية فيبدأ محاولاته لمساعدته على استراجعها بنبشه في ذاكرة أبيه و أصدقائه و أحداثه، الفيلم امتاز بجماليته الفنية وابتعاده عن الأفلام التقريرية التي غلبت في هذه الفترة، حيث اعتمد على مختلف ذو جمالية سينمائية تعتمد على الصوت و اللون برقة و رومانسية تغيب عن هذا النوع من الأفلام. و قد حاز الفيلم على جائزة أفضل فيلم بمهرجان تطوان و جائزة السيناريو بمهرجان القاهرة السينمائي سنة 2005.

## وصلات خارجية
- مقالات تستعمل روابط فنية بلا صلة مع ويكي بيانات